# Liga de Diamante 2012
La Liga de Diamante 2012 fue la tercera edición del evento organizado por la IAAF, que entregó el Trofeo de diamante a cada uno de los atletas que acumuló más puntos en las 32 disciplinas atléticas repartidas en ramas masculina y femenina, después de catorce fechas alrededor del mundo. Fueron siete las ocasiones en las que cada prueba otorgó puntos a lo largo de la temporada.

## Reglas de la competición
A continuación las reglas para el otorgamiento de puntos y premios de los ganadores:
- Cada prueba otorga puntos en siete reuniones en toda la temporada.
- Los puntos para cada reunión son: 4 para el primer lugar; 2 para el segundo y 1 para el tercero. La última reunión otorga el doble de puntos.
- El atleta que acumule más puntos al final de la temporada es el ganador absoluto de la prueba; en caso de empate el ganador se decidirá por el que haya logrado el mayor número de victorias, y si todavía persiste la igualdad, el ganador será decidido por el resultado de la última reunión.
- Para ser el ganador absoluto de una prueba es necesaria la participación del atleta en la última reunión.
- En la final de cada prueba, en cada reunión, los participantes se harán acreedores a los siguientes premios en efectivo: $10.000 para el primer lugar; $6.000 para el segundo; $4.000 para el tercero; $3.000 para el cuarto; $2.500 para el quinto; $2.000 para el sexto; $1.500 para el séptimo y $1.000 para el octavo.
- El ganador absoluto de la prueba se hace acreedor al Trofeo de diamante más $40.000 en efectivo.

## Calendario
| Fecha            | Nombre                           | Estadio                               | Ciudad      | País           |
| ---------------- | -------------------------------- | ------------------------------------- | ----------- | -------------- |
| 11 de mayo       | Qatar Athletics Super Grand Prix | Estadio Qatar SC                      | Doha        | Catar          |
| 19 de mayo       | Shanghai Golden Grand Prix       | Estadio de Shanghái                   | Shanghái    | China          |
| 31 de mayo       | Compeed Golden Gala              | Estadio Olímpico de Roma              | Roma        | Italia         |
| 2 de junio       | Prefontaine Classic              | Hayward Field                         | Eugene      | Estados Unidos |
| 7 de junio       | ExxonMobile Bislett Games        | Bislett Stadion                       | Oslo        | Noruega        |
| 9 de junio       | Adidas Grand Prix                | Icahn Stadium                         | Nueva York  | Estados Unidos |
| 6 de julio       | Meeting Areva                    | Stade de France                       | Saint-Denis | Francia        |
| 13 & 14 de julio | Aviva London Grand Prix          | Crystal Palace National Sports Centre | Londres     | Reino Unido    |
| 20 de julio      | Herculis                         | Stade Louis II                        | Mónaco      | Mónaco         |
| 17 de agosto     | DN Galan                         | Estadio Olímpico de Estocolmo         | Estocolmo   | Suecia         |
| 23 de agosto     | Athletissima                     | Stade Olympique de la Pontaise        | Lausana     | Suiza          |
| 26 de agosto     | Birmingham Grand Prix            | Birmingham Alexander Stadium          | Birmingham  | Reino Unido    |
| 30 de agosto     | Weltklasse Zürich                | Letzigrund Stadium                    | Zúrich      | Suiza          |
| 7 de septiembre  | Memorial van Damme               | Estadio Rey Balduino                  | Bruselas    | Bélgica        |

## Posiciones
Nota: En la parte inferior de cada tabla se indican las estadísticas del ganador de cada prueba atlética, las cuales corresponden a posición, marca y sede en la que se desarrolló cada evento en el que obtuvo puntos de manera sucesiva según el calendario.

### Hombres
| Pos. | Atleta            | Pts. |
| ---- | ----------------- | ---- |
| 1    | Usain Bolt        | 16   |
| 2    | Nesta Carter      | 8    |
| 3    | Ryan Bailey       | 6    |
| 4    | Kemar Bailey-Cole | 2    |

| Pos. | Atleta           | Pts. |
| ---- | ---------------- | ---- |
| 1    | Nickel Ashmeade  | 15   |
| 2    | Usain Bolt       | 12   |
| 3    | Churandy Martina | 12   |
| 4    | Wallace Spearmon | 6    |
| 5    | Jason Young      | 2    |
| 6    | Warren Weir      | 1    |

| Pos. | Atleta          | Pts. |
| ---- | --------------- | ---- |
| 1    | Kévin Borlée    | 10   |
| 2    | Luguelín Santos | 10   |
| 3    | Jonathan Borlée | 9    |
| 4    | Angelo Taylor   | 6    |
| 5    | Lalonde Gordon  | 2    |

| Pos. | Atleta                 | Pts. |
| ---- | ---------------------- | ---- |
| 1    | Mohammed Aman          | 14   |
| 2    | David Rudisha          | 12   |
| 3    | Leonard Kirwa Kosencha | 6    |
| 4    | Andrew Osagie          | 2    |
| 5    | Timothy Kitum          | 2    |

| Pos. | Atleta               | Pts. |
| ---- | -------------------- | ---- |
| 1    | Silas Kiplagat       | 16   |
| 2    | Asbel Kiprop         | 14   |
| 3    | Mekonnen Gebremedhin | 13   |
| 4    | Nixon Chepseba       | 4    |
| 5    | Bethwell Birgen      | 3    |
| 6    | Caleb Ndiku          | 2    |
| 7    | Matthew Centrowitz   | 1    |
| 8    | James Kiplagat Magut | 1    |

| Pos. | Atleta                | Pts. |
| ---- | --------------------- | ---- |
| 1    | Isiah Kiplangat Koech | 15   |
| 2    | Dejen Gebremeskel     | 8    |
| 3    | Thomas Longosiwa      | 6    |
| 4    | Bernard Lagat         | 2    |
| 5    | John Kipkoech         | 2    |
| 6    | Collis Birmingham     | 2    |
| 7    | Imane Merga           | 1    |
| 8    | Galen Rupp            | 1    |
| 9    | Moses Kipsiro         | 1    |

| Pos. | Atleta                | Pts. |
| ---- | --------------------- | ---- |
| 1    | Paul Kipsiele Koech   | 20   |
| 2    | Brimin Kiprop Kipruto | 10   |
| 3    | Conseslus Kipruto     | 8    |
| 4    | Jairus Birech         | 7    |
| 5    | Abel Kiprop Mutai     | 5    |
| 6    | Bernard Nganga        | 1    |

| Pos. | Atleta           | Pts. |
| ---- | ---------------- | ---- |
| 1    | Aries Merritt    | 18   |
| 2    | Jason Richardson | 18   |
| 3    | David Oliver     | 5    |
| 4    | Hansle Parchment | 3    |
| 5    | Sergey Shubenkov | 1    |

| Pos. | Atleta          | Pts. |
| ---- | --------------- | ---- |
| 1    | Javier Culson   | 16   |
| 2    | Angelo Taylor   | 13   |
| 3    | Michael Tinsley | 4    |
| 4    | Omar Cisneros   | 4    |
| 5    | Jehue Gordon    | 4    |
| 6    | Félix Sánchez   | 3    |
| 7    | Leford Green    | 1    |

| Pos. | Atleta             | Pts. |
| ---- | ------------------ | ---- |
| 1    | Robert Grabarz     | 17   |
| 2    | Jesse Williams     | 12   |
| 3    | Iván Újov          | 12   |
| 4    | Mutaz Essa Barshim | 4    |
| 5    | Andréi Silnov      | 3    |
| 6    | Jamie Nieto        | 1    |

| Pos. | Atleta                 | Pts. |
| ---- | ---------------------- | ---- |
| 1    | Renaud Lavillenie      | 24   |
| 2    | Björn Otto             | 11   |
| 3    | Malte Mohr             | 6    |
| 4    | Romain Mesnil          | 4    |
| 5    | Steven Lewis           | 3    |
| 6    | Jan Kudlicka           | 2    |
| 7    | Konstadínos Filippídis | 2    |
| 8    | Raphael Holzdeppe      | 1    |

| Pos. | Atleta                 | Pts. |
| ---- | ---------------------- | ---- |
| 1    | Aleksandr Menkov       | 17   |
| 2    | Godfrey Khotso Mokoena | 7    |
| 3    | Sergey Morgunov        | 4    |
| 4    | Christopher Tomlinson  | 3    |

| Pos. | Atleta            | Pts. |
| ---- | ----------------- | ---- |
| 1    | Christian Taylor  | 19   |
| 2    | Fabrizio Donato   | 8    |
| 3    | Sheryf El-Sheryf  | 3    |
| 4    | Benjamin Compaoré | 2    |

| Pos. | Atleta          | Pts. |
| ---- | --------------- | ---- |
| 1    | Reese Hoffa     | 24   |
| 2    | Tomasz Majewski | 12   |
| 3    | Dylan Armstrong | 10   |
| 4    | Ryan Whiting    | 6    |
| 5    | David Storl     | 1    |

| Pos. | Atleta                  | Pts. |
| ---- | ----------------------- | ---- |
| 1    | Gerd Kanter             | 19   |
| 2    | Virgilijus Alekna       | 7    |
| 3    | Martin Wierig           | 4    |
| 4    | Lawrence Okoye          | 3    |
| 5    | Frank Casañas Hernández | 3    |
| 6    | Vikas Gowda             | 1    |

| Pos. | Atleta               | Pts. |
| ---- | -------------------- | ---- |
| 1    | Vítezslav Veselý     | 14   |
| 2    | Tero Pitkämäki       | 12   |
| 3    | Oleksandr Pyatnytsya | 11   |
| 4    | Vadims Vasilevskis   | 6    |
| 5    | Antti Ruuskanen      | 4    |
| 6    | Ari Mannio           | 1    |

### Mujeres
| Pos. | Atleta             | Pts. |
| ---- | ------------------ | ---- |
| 1    | Shelly-Ann Fraser  | 19   |
| 2    | Carmelita Jeter    | 13   |
| 3    | Allyson Felix      | 6    |
| 4    | Blessing Okagbare  | 4    |
| 5    | Jeneba Tarmoh      | 1    |
| 6    | Kerron Stewart     | 1    |
| 7    | Kelly-Ann Baptiste | 1    |

| Pos. | Atleta              | Pts. |
| ---- | ------------------- | ---- |
| 1    | Charonda Williams   | 12   |
| 2    | Myriam Soumaré      | 8    |
| 3    | Anneisha McLaughlin | 6    |
| 4    | Bianca Knight       | 5    |
| 5    | Mariya Ryemyen      | 1    |

| Pos. | Atleta              | Pts. |
| ---- | ------------------- | ---- |
| 1    | Amantle Montsho     | 20   |
| 2    | Sanya Richards-Ross | 16   |
| 3    | Christine Ohuruogu  | 5    |
| 4    | Rosemarie Whyte     | 3    |
| 5    | Francena McCorory   | 1    |

| Pos. | Atleta             | Pts. |
| ---- | ------------------ | ---- |
| 1    | Pamela Jelimo      | 16   |
| 2    | Francine Niyonsaba | 10   |
| 3    | Mariya Savinova    | 9    |

| Pos. | Atleta             | Pts. |
| ---- | ------------------ | ---- |
| 1    | Abeba Arigawe      | 20   |
| 2    | Maryam Yusuf Jamal | 8    |
| 3    | Mercy Cherono      | 4    |
| 4    | Shannon Rowbury    | 2    |
| 5    | Mimi Belete        | 2    |
| 6    | Jennifer Simpson   | 2    |

| Pos. | Atleta                | Pts. |
| ---- | --------------------- | ---- |
| 1    | Vivian Cheruiyot      | 18   |
| 2    | Mercy Cherono         | 16   |
| 3    | Sylvia Jebiwott Kibet | 5    |
| 4    | Viola Jelagat Kibiwot | 3    |
| 5    | Gelete Burka          | 1    |
| 6    | Buze Diriba           | 1    |
| 7    | Sally Kipyego         | 1    |
| 8    | Veronica Wanjiru      | 1    |

| Pos. | Atleta               | Pts. |
| ---- | -------------------- | ---- |
| 1    | Milcah Chemos Cheywa | 12   |
| 2    | Etenesh Diro         | 9    |
| 3    | Sofia Assefa         | 7    |
| 4    | Habiba Ghribi        | 6    |
| 5    | Hiwot Ayalew         | 6    |
| 6    | Ancuta Bobocel       | 4    |
| 7    | Lydiah Chepkurui     | 3    |
| 8    | Hyvin Jepkemoi       | 2    |

| Pos. | Atleta          | Pts. |
| ---- | --------------- | ---- |
| 1    | Dawn Harper     | 16   |
| 2    | Kellie Wells    | 12   |
| 3    | Queen Harrison  | 4    |
| 4    | Ginnie Crawford | 3    |
| 5    | Alina Talay     | 1    |
| 6    | Phylicia George | 1    |

| Pos. | Atleta               | Pts. |
| ---- | -------------------- | ---- |
| 1    | Kaliese Spencer      | 24   |
| 2    | Perri Shakes-Drayton | 8    |
| 3    | Zuzana Hejnová       | 7    |
| 4    | Melaine Walker       | 7    |

| Pos. | Atleta            | Pts. |
| ---- | ----------------- | ---- |
| 1    | Chaunté Lowe      | 17   |
| 2    | Anna Chicherova   | 13   |
| 3    | Svetlana Shkolina | 12   |
| 4    | Tia Hellebaut     | 7    |
| 5    | Elerin Haas       | 2    |
| 6    | Olena Holosha     | 2    |

| Pos. | Atleta              | Pts. |
| ---- | ------------------- | ---- |
| 1    | Silke Spiegelburg   | 16   |
| 2    | Fabiana Murer       | 14   |
| 3    | Yarisley Silva      | 12   |
| 4    | Anastasia Savchenko | 6    |
| 5    | Jirina Ptácniková   | 2    |
| 6    | Holly Bleasdale     | 1    |
| 7    | Martina Strutz      | 1    |

| Pos. | Atleta                      | Pts. |
| ---- | --------------------------- | ---- |
| 1    | Yelena Sokolova             | 22   |
| 3    | Shara Proctor               | 8    |
| 2    | Janay DeLoach               | 8    |
| 5    | Blessing Okagbare           | 8    |
| 4    | Olga Kucherenko             | 4    |
| 7    | Nastassia Mironchyk-Ivanova | 2    |

| Pos. | Atleta            | Pts. |
| ---- | ----------------- | ---- |
| 1    | Olga Rypakova     | 24   |
| 2    | Olha Saladuha     | 14   |
| 3    | Kimberly Williams | 6    |
| 4    | Marija Šestak     | 2    |
| 5    | Tatyana Lebedeva  | 1    |

| Pos. | Atleta              | Pts. |
| ---- | ------------------- | ---- |
| 1    | Valerie Adams       | 28   |
| 2    | Michelle Carter     | 9    |
| 3    | Cleopatra Borel     | 3    |
| 4    | Evgeniia Kolodko    | 3    |
| 5    | Christina Schwanitz | 1    |
| 6    | Nadine Kleinert     | 1    |

| Pos. | Atleta                  | Pts. |
| ---- | ----------------------- | ---- |
| 1    | Sandra Perković         | 30   |
| 2    | Yarelis Barrios         | 6    |
| 3    | Nadine Müller           | 5    |
| 4    | Zaneta Glanc            | 3    |
| 5    | Stephanie Brown Trafton | 2    |
| 6    | Mélina Robert-Michon    | 1    |

| Pos. | Atleta            | Pts. |
| ---- | ----------------- | ---- |
| 1    | Barbora Špotáková | 26   |
| 2    | Sunette Viljoen   | 11   |
| 3    | Mariya Abakumova  | 6    |
| 4    | Vira Rebryk       | 4    |